# ویسنته لوپز کاریل
ویسنته لوپز کاریل (اسپانیایی: Vicente López Carril‎; ۲ دسامبر ۱۹۴۲ – ۲۹ مارس ۱۹۸۰) دوچرخه‌سوار اهل اسپانیا بود.
از باشگاه‌هایی که در آن رکاب زده‌است می‌توان به تیم دوچرخه‌سواری کاس اشاره کرد.